# 先驱者P-30 (Y)号
先驱者P-30 (Y)号是先驱者计划中一个失败的月球探测器，该探测器的规格同早前的先驱者P-3号完全相同。1960年9月25日从卡纳维拉尔角升空，在飞行至距地球表面370公里处一二级分离，根据遥感系统的信息这时第二级火箭出现了故障，其氧化剂系统不能正常工作。此时火箭的速度尚未达到第一宇宙速度，于是不久之后探测器开始坠入地球大气层，据推测它可能落在了印度洋上的某个地方。